# 수로왕

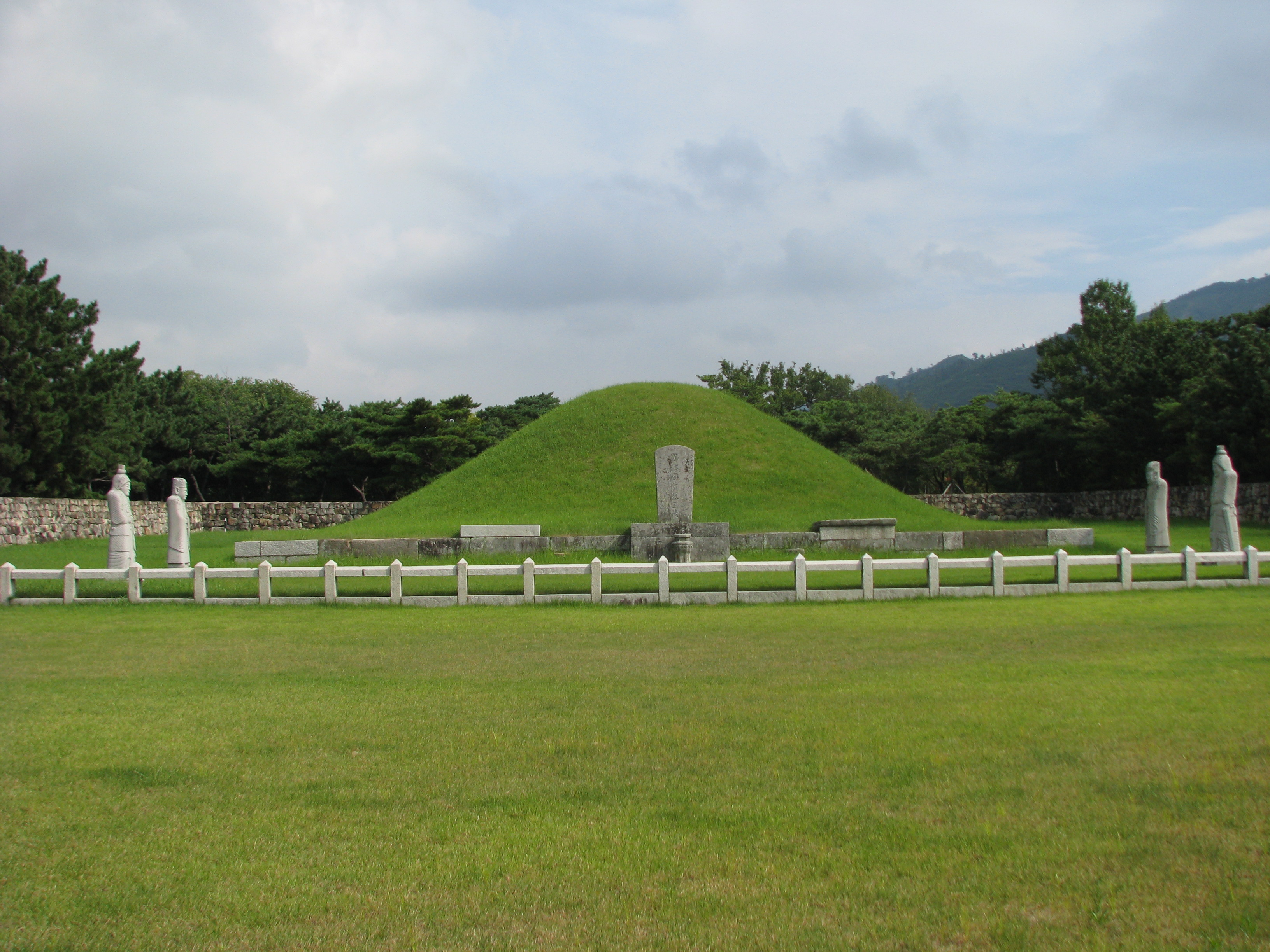
수로왕릉(首露王陵)

수로왕(首露王, 42년 음력 3월 4일) ~ 199년 음력 3월 23일) , 재위: 42년 음력 3월 15일 ~ 199년 음력 3월 23일)) 또는 김수로(金首露)는 가락국(駕洛國)의 초대 국왕이며, 김해 김씨의 시조이다. 시호는 수릉왕(首陵王)이다.
신라 유리왕 19년(42년) 가락국 북쪽 구지봉(龜旨峰)에 하늘로부터 떨어진 6개의 금란(金卵)이 모두 변하여 6가야국의 왕이 되었다고 하는데, 김수로도 그 가운데 하나이며, 변한(弁韓)에서는 왕(王)을 간(干)이라고 부른 것을 알 수 있는데 9명의 간이라는 뜻인 구간(九干)들이 수로를 왕으로 추대하였으며 나라 이름을 가락국이라 하였다.
삼국사기와 삼국유사 가락국기에 의하면 하늘에서 내려온 6개의 황금 알 중 가장 먼저 깨어난 9척(약 2m)의 소년이 수로왕이 되었다고 하나, 신라의 최치원에 의하면 그가 천신 이비가지와 정견모주라는 여성의 아들이었다고 기록하였다. 전설에 의하면 150세 이상을 생존했다고 한다.

## 생애
《삼국사기》와 《삼국유사》 가락국기에 의하면 천지개벽 이후 지금의 낙동강 하류에 나라가 없던 이땅에 아도간(我刀干)·여도간(汝刀干)·피도간(彼刀干)·오도간(五刀干)·유수간(留水干)·유천간(留天干)·신천간(神天干)·오천간(五天干)·신귀간(神鬼干) 등 아홉 간(干)이라는 추장들이 백성들을 통솔하였는데, 42년 음력 3월 계욕일, 하늘의 계시를 들은 9간과 수백명의 백성들이 김해의 구지봉(龜旨峰)에 올라가 왕을 내려보내기 위해서 거북아 거북아 머리를 내놓아라. 그러지 않으면 구워서 먹으리라는 노래를 부르라고 하는 소리가 들려왔다. 하늘에 제사를 지내고 춤을 추면서 하늘에서 들려온 말대로 "거북아 거북아 머리를 내놓아라. 그러지 않으면 구워서 먹으리"라고 구지가(龜旨歌)를 불렀다.
얼마 지나지 않아 우러러 쳐다보니 하늘에서 자주색 빛이 나더니 곧 붉은 보자기에 싸인 금합(金合)을 발견하고, 그 안에 해처럼 둥근 여섯의 황금 알이 들어있었다. 12시간이 지나 이들 금알에서 사내아이들이 태어났는데, 이들은 나날이 자라 10여 일이 지나자 키가 9척이 자랐다. 그 중 제일 처음에 난 아이를 세상에 처음 나타났다고 해서 이름을 수로(首露)라 하였다. 
김해(金海)에 도읍(都邑)을 정하고 국호(國號)를 대가락(大駕洛) 또는 가야(伽倻)라고 하였다. 나머지 다섯 사람도 5가야의 왕이 되었다. 동쪽은 황산강(黃山江), 서남쪽은 창해(滄海), 서북쪽은 지리산(智異山), 동북쪽은 가야산(伽耶山)이며 남쪽은 나라의 끝이었다. 
이엉으로 이은 지붕과 토담으로 된 질박하고 검소한 임시 궁궐을 세우고, 임시 궁궐 남쪽 신답평(新畓坪)에 이곳에 1,500보 둘레의 성과 궁궐(宮闕)과 전우(殿宇) 및 여러 관청의 청사(廳舍)와 무기고(武器庫)와 곡식 창고의 터를 만들어 두었다. 성곽을 쌓을 때도 반드시 농번기를 피하여 농한기를 이용하였으며 농한기에 시작하였던 공사라 할지라도 농번기가 되면 중단하였다.
```
“이 땅은 협소(狹小)하기가 여뀌 잎과 같지만 수려하고 기이하여 16나한(羅漢)이 살 만한 곳이라 할 수 있다. 더구나 1에서 3을 이루고 3에서 7을 이루니 7성(聖)이 살 곳은 여기가 가장 적합하다. 이곳에 의탁하여 강토(疆土)를 개척해서 마침내 좋은 곳을 만드는 것이 어떻겠느냐.” 
```

신라의 학자 최치원이 여러 고을을 돌아다니며 기록들을 수집하여 쓴 석이정전(釋利貞傳)의 내용에 따르면 가야산의 여신 정견모주(正見母主)가 하늘의 신(神)인 이비가지(夷毗訶之)에 감응하여 두 아들을 낳았는데 한 명은 이름이 뇌질주일(惱室朱日)이었고, 다른 한 명은 뇌질청예(惱窒靑裔)라고 하였다. 금관가야의 시조가 된 뇌질청예(김수로왕)는 여신 정견모주를 닮아 얼굴이 희고 갸름했으며 대가야의 시조가 된 뇌질주일(이진아시왕)은 이비가지를 닮아 얼굴이 해와 같이 둥글고 붉었다고 한다.
탈해가 바다를 건너와 가락국에 정박해 왕위를 두고 수로왕에게 술법 겨루기를 요청한 일이 있었다. 이에 탈해가 매로 변하자 수로왕은 독수리로, 탈해가 참새로 변하자 수로왕은 새매로 변했다. 결국 탈해는 본모습으로 돌아와 수로왕에게 항복하고 물러났다.
그 뒤 탈해는 인교(麟郊) 변두리의 나루터에 이르러, 중국에서 온 배를 타고 뱃길을 따라 떠났다. 하지만 수로왕은 그가 마음 속으로 머물며 반란을 꾀할까 염려해, 수군 500척을 보내 쫓게 하니 탈해가 계림(鷄林)으로 도망쳤다.
102년 음력 8월, 파사 이사금의 요청으로 실직곡국과 음즙벌국 사이의 영토 분쟁을 해결한 뒤 파사 이사금이 진한 6부에 명해 수로왕를 위해 연회에 베풀게 하였는데, 모두 이찬을 보내 접대하게 했으나 한기부(漢祇部)만이 하급 관리를 보내 수로왕은 노하여 종 탐하리(耽下里)를 시켜 한기부주 보제(保濟)를 죽이게 했다. 
『김해명월사사적비』 비문에 따르면 수로왕은 바다에 건너온 왕비 허황옥을 명월산에서 맞이하고 그 뒤 왕비를 위한 진국사(鎭國寺)와 세자를 위한 신국사(新國寺), 그리고 자신을 위한 흥국사(興國寺)를 창건하였다고 한다. 흥국사는 이후에 지금의 명월사로 바뀌었다.

## 탄생 신화
《삼국유사》 가락국기의 기록에 따르면, 3월의 재계일(齋戒日)에 구지봉(龜旨峰)에 9간(干:족장 또는 왕)들이 203명의 무리를 거느리고 모였을 때, 하늘로부터 “하늘이 나로 하여금 이곳에 새로 나라를 세워 다스리라 명하므로, 내가 거기로 내려가고자 한다”는 소리를 들었다. 그리고 6개의 황금알이 담긴 금합(金盒)을 받았는데, 몇 시간 뒤 그 알 속에서 나온 아기들이 6가야국의 왕이 되었으며, 그 중 가장 먼저 나와 ‘수로’라는 이름으로 불린 키가 가장 큰 인물이 김해김씨의 시조이자 금관가야의 건국자가 되었다는 신화이다. 특히 이 신화는 하늘의 신이 아도간(我刀干) ·여도간(汝刀干) 등 9명의 간들이 부족들을 다스리는 부족(9간) 연합사회의 통치자로서 인간사회에 내려왔다는 것과, 인간사회가 그를 환영의 극치인 ‘춤과 노래’로 스스럼없이 맞아들여 왕으로 삼은 영신(迎神)신화라고 해석하고 있다.

## 신라 종묘 편입 배경
거등왕이 즉위한 199년에 편방(便房)을 설치한 뒤로부터 구형왕 말년에 이르는 330년 기간 동안에 제사를 이어 왔는데, 구형왕이 신라에 항복하고 계속하긴 했지만 더 이상 예전처럼 할 수는 없었고 다소 소홀해져 가끔 빠트리기도 했다고 한다.
그러자 문무왕은 661년 수로왕 묘(廟)를 신라의 종묘에 봉향해서 제사를 지내게 하였다. 문무왕은 김수로왕의 15대 외손에 해당된다. 이 설에 의하면 김유신 가(家)는 "구형왕 - 무력 - 서현- 유신"으로 이어지는 것이 아니라 "구형왕 - 세종 - 솔지 - 서현 - 유신"으로 이어져 삼국유사나 삼국사기의 신라본기의 내용과 차이가 있다.
《삼국유사》가락국기에는 문무대왕이 외가의 조상인 가락국의 김수로왕 제사에 관한 교서를 내린 사실을 전하고 있다
| “ | 가야국 시조의 9세손인 구형왕이 신라에 편입될 때에 거느리고 온 아들인 세종의 아들이 솔우공이고, 그 아들인 서운(김서현)의 딸 문명왕후께서 나를 낳으셨다. 때문에 시조인 수로왕은 나에게는 15대 조가 된다. 나라는 이미 없어졌지만 그 묘가 아직 남아 있으니 종묘에 합사하여 제사를 계속하도록 하라. | ” |
|   | — 《삼국유사》가락국기, 문무대왕의 특별교서 |   |

《삼국유사》가락국기에 따르면 문무대왕은 가야국의 태조 김수로왕을 신라 왕실의 종묘에 합사하도록 특별교서를 내리면서, 자신을 "구형왕 - 세종 - 솔지 - 김서현 - 문명왕후"로 이어지는 외가의 후손으로 칭하고 있다. 이에 따르면 김솔지는 세종의 아들로 구형왕의 손자가 되는데, 이는 김서현을 김무력의 아들, 세종의 조카로 보는 통설과는 상반된다.

## 가족 관계
- 국왕 : 수로왕(首露王, 42~199 재위: 42~199)
- 왕비 : 허황옥(許黃玉, 33~189)
  - 장남 : 거등왕(居登王, ?~253, 재위:199~253)
  - 자부 : 모정부인(慕貞夫人)
    - 손자 : 마품왕(麻品王, ? ~291, 재위: 253~291)

  - 차남 : 거칠군 허석(居漆君 許錫) - 진례성(進禮城) 성주
  - 3남 : 허명(許明)
  - 4남 : 혜진(慧眞)  - 금왕광불(金王光佛)
  - 5남 : 각초(覺初)  - 금왕당불(金王幢佛)
  - 6남 : 지감(智鑑)  - 금왕상불(金王相佛)
  - 7남 : 등연(等演)  - 금왕행불(金王行佛)
  - 8남 : 주순(柱淳)  - 금왕향불(金王香佛)
  - 9남 : 정영(淨英)  - 금왕성불(金王性佛)
  - 10남 : 계영(戒英) - 금왕공불(金王空佛)
  - 장녀 : 영안공주(永安公主) 옥환(玉環) - 태사 배열문(裴烈文)의 처
    - 외손 : 배숙(裴肅)

  - 차녀 : 태자 석구광(昔仇光)의 태자비
    - 외손녀 : 마정부인(摩貞夫人), 김알지(金閼智)의 처
- 처남 : 장유화상(長遊和尙)[6] 그가 가야에 불교를 전파했다 한다. 다른 이름은 보옥선인(寶玉仙人)
- 사돈 : 탈해 이사금(脫解尼師今)

## 같이 보기
- 가락국의 역대 국왕
- 구지가
- 가야국
- 금관가야
- 석탈해
- 김알지
- 성한 (신라)

## 참고 문헌
- 김부식 (1145), 《삼국사기》 <신라본기 제1권 파사 이사금 條>
- 일연 (1281). 〈권제1 왕력 제일(王曆第一)편〉. 《삼국유사》.